# Aeroportul Roi Et
Aeroportul Roi Et (IATA: ROI, ICAO: VTUV) este un aeroport din Ma-ue⁠(d), Districtul Thawat Buri, Provincia Roi Et, Thailanda ce deservește zona Districtul Thawat Buri. Aeroportul a fost tranzitat în 2020 de 212.168 de pasageri.
Situat la o altitudine de 137 m, aeroportul dispune de o singură pistă.